# جعل (فیلم ۲۰۲۴)
جعل (انگلیسی: The Forge) یک فیلم مسیحی درام آمریکایی محصول سال ۲۰۲۴ به کارگردانی الکس کندریک و نویسندگی مشترک با استیون کندریک است. این نهمین فیلم برادران کندریک و ششمین فیلم از طریق زیرمجموعه آنها می‌باشد. بازیگران اصلی کامرون آرنت، پریسیلا شیرر، آسپن کندی، کارن ابرکرومبی، تی سی. استالینگز، بی جی آرنت، کن بیول، بنجامین واتسون، جاناتان ایوانز، جری شیرر و تامی وودارد می‌باشند.
این فیلم قرار است در تاریخ ۲۳ اوت ۲۰۲۴ در ایالات متحده اکران شود.

## داستان
آیزایا پس از فارغ‌التحصیلی از دبیرستان بدون هیچ برنامه‌ای برای آینده، تحت فشار قرار می‌گیرد تا تصمیمات بهتری برای زندگی بگیرد.